# Шмидт, Патрик
Патрик Шмидт (нем. Patrick Schmidt; род. 22 июля 1998 года, Австрия) — австрийский футболист, играющий на позиции нападающего. Ныне выступает за клуб «Адмира Ваккер Мёдлинг».

## Клубная карьера
Шмидт является воспитанником клуба «Адмира Ваккер Мёдлинг». С сезона 2015/15 — игрок второй команды, за которую провёл 23 поединка и забил семь мячей. В сезоне 2016/17 стал привлекаться к основе. 24 июля 2016 года дебютировал в австрийском чемпионате в поединке против «Маттерсбурга», выйдя на замену на 87-й минуте вместо Доминика Штаркля.
В августе 2019 года Шмидт перешёл в «Барнсли», подписав с клубом контракт до июня 2023 года.